# Hunzecentrale
De Hunzecentrale was een elektriciteitscentrale gelegen aan de zuidoostkant van de Nederlandse stad Groningen, die jarenlang als beeldbepalend element de Martinitoren naar de kroon stak.

## Bouw
Het Provinciaal Elektriciteitsbedrijf (PEB) verzorgde met de Helpmancentrale tot begin jaren 1960 de levering van stroom voor de provincie Groningen. Vanwege de toenemende vraag naar electriciteit was uitbreiding van de Helpmancentrale nodig. Om dit te bewerkstelligen werd besloten een nieuwe centrale te bouwen aan de overzijde van het Oude Winschoterdiep.  
De eerste eenheid van de Hunzecentrale kwam gereed in 1963, de vijfde werd in 1970 in gebruik gesteld. De meest in het oog springende onderdelen van de centrale waren de vijf schoorstenen van elk 121,4 meter hoog. Deze schoorstenen, vaak de vijf pijpen genoemd, waren van grote afstand te zien en werden zelfs op zeekaarten vermeld. Elke schoorsteen was gefundeerd op 99 heipalen om hem rechtop te houden. 

## Generatoren
Elk van de vijf generatoren van de Hunzecentrale leverde 125.000 kW, waarvoor 37.000 m³ aardgas per uur nodig was. Totaal was er dus een vermogen van 625.000 kW met daarbij nog een 17.000 kW Rolls Royce gasturbine als noodaggregaat.
Ditzelfde type gasturbine (Olympus 2015) werd gebruikt als vliegtuigmotor voor de Concorde.

## Tijdlijn
- 27 april 1964 - officiële opening
- december 1965 - eenheid 2 in bedrijf
- december 1966 - eenheid 3 in bedrijf
- gedurende 1970 - eenheden 4 & 5 in bedrijf
- 9 september 1982 - eenheid 1 wordt uit bedrijf genomen in verband met overcapaciteit (96.666 draaiuren)
- 1994 - eenheden 2 & 3 worden uit bedrijf genomen (respectievelijk 116.832 en 120.496 draaiuren)
- 1995 - eenheid 4 uit bedrijf (116.589 draaiuren)
- 1995 - eenheid 5 uit bedrijf, voor de laatste keer opgestart op 29 december 1995 (122.077 draaiuren)
- 1995 - gasturbine uit bedrijf (3202 draaiuren)
- 25 april 1998 - opblazen van de vijf pijpen

## Afbraak
Nadat in 1978 de Eemscentrale in gebruik werd genomen werd de Helpmancentrale overbodig. Na de uitbreiding van de Eemscentrale in 1996 gold hetzelfde voor de Hunzecentrale.
Op 25 april 1998 werden de vijf pijpen van de Hunzecentrale met behulp van springstoffen opgeblazen, wat met enig ceremonieel gepaard ging. Dat de sloop de bevolking niet onberoerd liet, moge blijken uit de vele foto-websites die van deze gebeurtenis sindsdien zijn gemaakt. Van het slopen van de pijpen en de daaropvolgende afbraak van de centrale werd uitgebreid verslag gedaan door regionale media, waaronder het toenmalige Nieuwsblad van het Noorden en RTV Noord. Zanger en cabaretier Arno van der Heyden maakte over deze gebeurtenis het lied 'De Vief' (tekst Jan Veldman en muziek Bas Mulder).
Op het terrein van de centrale werd de buurt Europapark aangelegd en verrezen achtereenvolgens de kantoren van Menzis en Ziggo en het stadion van FC Groningen, de Euroborg. Later kwamen er ook vele studio's en appartementen zoals onder andere de Stoker en Brander en Hete Kolen. 
De plek van de eigenlijke centrale (tussen de Tonkenstraat en de Van Elmptstraat) bleef lange tijd in gebruik als parkeerterrein omdat een grote betonnen plaat onder de grond nieuwbouw bemoeilijkt. In 2023 werd besloten om hier het 'stadsdeel' Vief Kwartier te realiseren; een woon-werklocatie van vijf getrapte bouwblokken met in het midden een park.